# Wandż (góry)

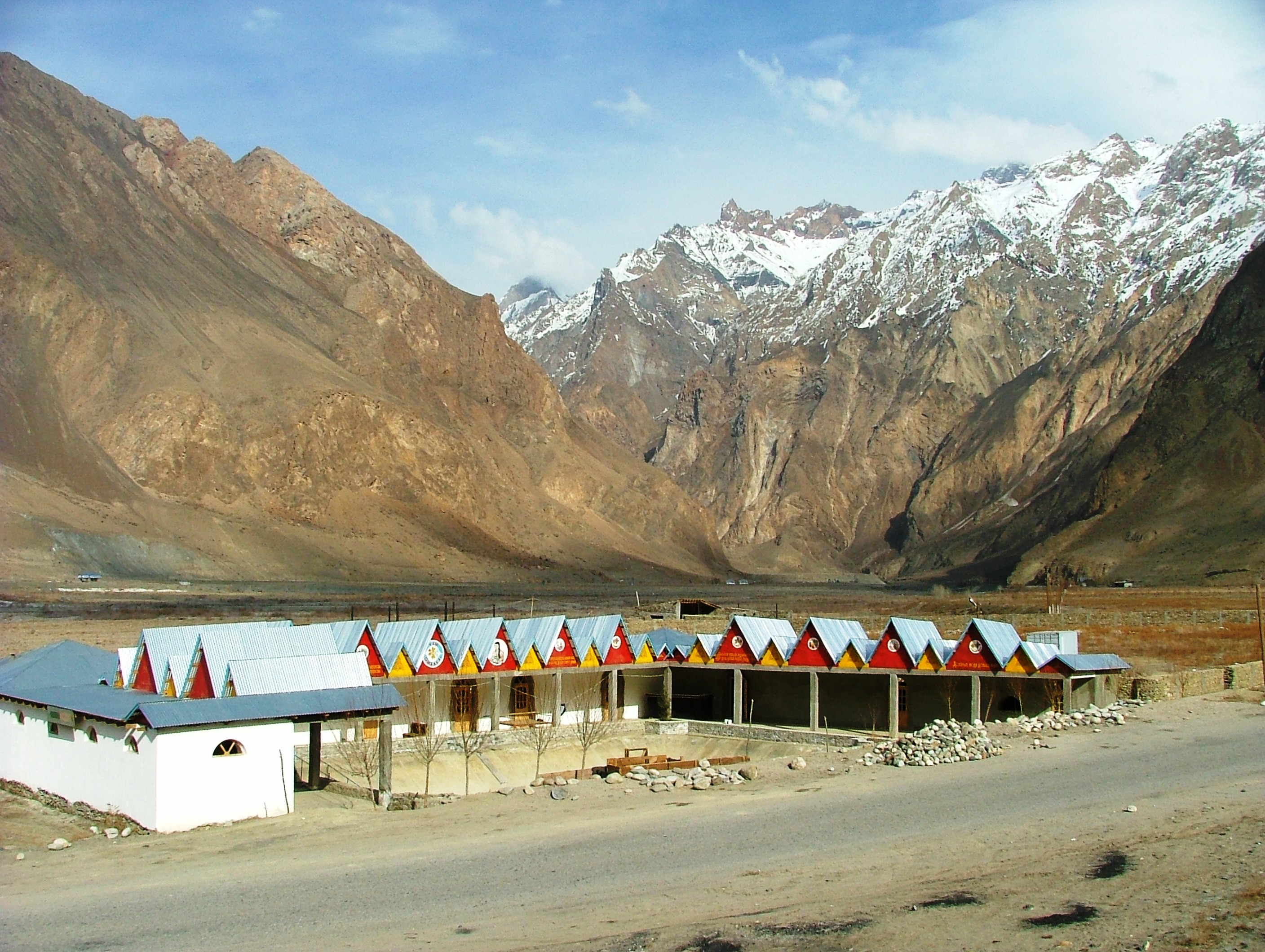
Góry Wandż

Wandż (Góry Wanczańskie; tadż.: қаторкӯҳи Ванҷ; katorkuhi Wandż; ros.: Ванчский хребет, Wanczskij chriebiet) – pasmo górskie w zachodnim Pamirze, w Tadżykistanie. Rozciąga się od południowego krańca Gór Akademii Nauk do rzeki Pandż, między rzekami Wandż i Jazgulom. Ma ok. 85 km długości. Wysokość przekracza 5000 m n.p.m. Pasmo zbudowane z granitów, piaskowców i zlepieńców. Zbocza są strome, poprzecinane wąwozami. Stoki porośnięte jałowcem i krzewami (róża, głóg). Powyżej 4000 m n.p.m. występują lodowce górskie.